# Maria Eufrásia Pelletier
Santa Maria Eufrásia Pelletier (Noirmoutier-en-l'Île, 31 de Julho de 1796 - Angers, 24 de Abril de 1868), nascida Rose-Virginie Pelletier, foi uma religiosa francesa e a fundadora da Congregação de Nossa Senhora da Caridade do Bom Pastor.